# Оллен (Мозель)
Олле́н (фр. Holling) — коммуна во французском департаменте Мозель региона Лотарингия. Относится к кантону Буле-Мозель.

## Географическое положение
Оллен расположен в 29 км к северо-востоку от Меца. Соседние коммуны: Фрестроф на севере, Ремельфан, Водрешан и Бузонвиль на северо-востоке, Вельвен на юго-востоке, Вальмэнстер на юге, Беттанж и Гомланж на юго-западе, Анзелен и Эстроф на западе.
Стоит на правом берегу Нида.

## История
- Коммуна бывшего герцогства Лотарингия, принадлежал аббатству Меттлаш.

## Демография
По переписи 2008 года в коммуне проживало 368 человек.

## Достопримечательности
- Церковь Сент-Юбер, 1765 года, колокольня 1880 года. В 1950 году была восстановлена.